# Roman Polański
Roma Polański (Párizs, 1933. augusztus 18. –) Oscar-díjas, zsidó származású lengyel-francia  színész, film- és színházi rendező, forgatókönyvíró.
Számos elismerésben részesült, köztük Oscar-díjat, két British Academy Filmdíjat, tíz César-díjat, két Golden Globe-díjat, valamint Arany Medvét és Arany Pálmát kapott.
1977-ben letartóztatták egy 13 éves lány megerőszakolása miatt. Ezután az Egyesült Államokból Európába menekült, ahol folytatta pályafutását, de később bántalmazási vádakat fogalmaztak meg ellene más nők is. Az ellene folyó körözés miatt nem tudta átvenni a később neki ítélt Oscar-díjat.
Polanski első nagyjátékfilmje, a Kés a vízben (1962) Lengyelországban készült, az Egyesült Államok Oscar-díjára jelölték a legjobb idegen nyelvű film kategóriában.  Miután néhány évig Franciaországban élt, az Egyesült Királyságba költözött, ahol első három angol nyelvű nagyjátékfilmjét rendezte: Iszonyat (1965), Zsákutca (1966) és a Vámpírok bálja (1967). 1968-ban az Egyesült Államokba költözött, és a Rosemary gyermeke (1968) című horrorfilm rendezésével tűnt ki. A Macbeth-et (1971) Angliában, a Kínai negyedet (1974) pedig Hollywoodban készítette. További elismert filmjei közé tartozik A lakó (1976), Egy tiszta nő (1979), A zongorista (2002), amely elnyerte a legjobb rendezőnek járó Oscar-díjat, a a Szellemíró (2010), a Vénusz szőrben (2013), valamint a Tiszt és kém – A Dreyfus-ügy (2019).
23 játékfilmet készített.

## Élete
Ryszard Polański (eredeti nevén Ryszard Liebling) zsidó apa és Bula Polańska (született Katz) gyermekeként, Párizsban született, eredeti neve Rajmund Liebling. 1937-ben a család visszaköltözött Lengyelországba, ahol a többi lengyel zsidóhoz hasonlóan náci fogságba kerültek. Édesanyja egy koncentrációs táborban halt meg, maga Polański megszökött a krakkói gettóból és lengyeleknél bujkált. Először a volt házmesterüknél, később – amikor nagyon veszélyessé vált a bujkálás Krakkóban – egy lengyel parasztcsaládnál.
Ezek az emlékek is tükröződnek az általa rendezett A zongorista (2002) című filmben. A háború után Polański már 12 évesen rádiós színész lett, 14 éves korától színházban játszott. Hamarosan országos hírű személyiséggé vált. 21 éves korában kapta meg az első jelentős filmszerepét Andrzej Wajda A mi nemzedékünk című filmjében, és ugyanebben az évben vették fel a łódzi filmművészeti főiskolára, ahol 1959-ben diplomázott.
1959-ben Párizsba kísérte el akkori feleségét, a híres színésznőt, Barbara Kwiatkowskát. Ott készítette el az első külföldi rövid játékfilmjét, a A kövér és a soványt. 1961-ben rendezte első egész estés játékfilmjét, a Kés a vízbent. A lengyel hatalom és kritika nem fogadta szívesen ezt az alkotást. A Kés a vízben megnyerte a lengyel Film című újság olvasói díját – a legjobb lengyel film 1962-ben – és a külföldi újságírók is elismeréssel nyilatkoztak róla, továbbá a legjobb idegen nyelvű film Oscar-díjára is jelölték (Fellini azonban megelőzte), és a Velencei Filmfesztiválon megkapta a filmkritikusok díját. Ez nyitotta meg Polanski előtt a nemzetközi karrier lehetőségét, első angol nyelvű filmje (az Iszonyat, Catherine Deneuve főszereplésével) rögtön elnyerte a Berlini Nemzetközi Filmfesztivál Ezüst Medve díját.
Polański Párizsba költözött. 1965-ben Londonba ment, majd 1968-ban Hollywoodba repült, hogy megrendezze a Rosemary gyermeke című filmet.
2003-ban az A zongorista című filmjéért a 75. Oscar-gálán megkapta a legjobb rendezőnek járó szobrocskát, amit azonban az ellene máig érvényben lévő elfogatóparancs miatt nem tudott személyesen átvenni.
Nevéhez fűződik a Twist Olivér című népszerű Dickens-regény sorban tizenharmadik megfilmesítése. A Szellemíró című politikai thrillerért 2010-ben megkapta a Berlinale legjobb rendezőnek járó Ezüst Medve díját, majd az Európai Filmakadémia legjobb rendezésért járó díját is. 2011-ben parádés szereposztású vígjátékot forgatott Yasmina Reza francia írónő Az öldöklés istene című színdarabja alapján. 2013-ban mutatták be első francia nyelven forgatott filmjét: a mazochizmus névadója, Leopold von Sacher-Masoch osztrák író A bundás Vénusz című regényének adaptációjában felesége játszotta a főszerepet, Polanski pedig újra elnyerte a legjobb rendező César-díját. Az Oscar-díj francia megfelelőjének számító elismerést rendezőként eddig példa nélküli módon ötször (1980, 2003, 2011, 2014, 2020), forgatókönyvíróként pedig háromszor (2011, 2012, 2020) is megkapta. 2018-ban őt kérték fel a díjátadó gála vezetésére, de feminista szervezetek tiltakozásai miatt a rendező ezt mégsem vállalta el. Az Igaz történet alapján című, Delphine de Vigan írónő regénye alapján készült thrillere megosztotta a közönséget és a kritikát is.
A 2020-as César-gálán a Tiszt és kém – A Dreyfus-ügy című filmje 12 jelölésből elnyerte a legjobb rendezőnek, a legjobb adaptációnak és a legjobb jelmeznek járó díjakat.

## Magánélete

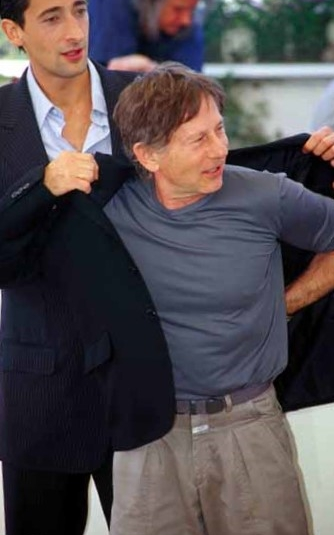
Roman Polański Cannes-ban
(a háttérben Adrien Brody) (2002)

Első felesége a balett-táncos és népszerű színész, Barbara Kwiatkowska-Lass volt. Két év után elváltak.
1969. augusztus 9-én második felesége, a nyolc hónapos terhes Sharon Tate filmszínész, és négy barátjuk a Manson-család mészárlásának áldozatai lettek Los Angeles-i otthonukban, amíg Polanski Londonban dolgozott. „A végtelen, háborítatlan remény és optimizmus helyett pesszimizmus és örök elégedetlenség rögzült belém″ – írta erről 1984-es önéletrajzában.
Miután 1974-ben megrendezte a Kínai negyedet Jack Nicholson főszereplésével, Polanskit 1977 márciusában letartóztatták, és bíróság elé állították egy 13 éves kislány megerőszakolása miatt, amit Nicholson lakásán követett el. Az ügy majdnem peren kívüli megegyezéssel végződött. A hat vádpontból ötöt ejtettek. Polanskit csupán egy pár hónapos pszichiátriai vizsgálatra küldték. Bár bűnösnek vallotta magát, amikor kiderült, hogy letöltendő börtönt kaphat, pár órával az ítélethirdetés előtt Londonon keresztül Franciaországba utazott, ahol francia állampolgárként nem tartott kiadatástól. A következő évtizedekben olyan országokba utazott, ahol valószínűleg nem adják ki az Egyesült Államoknak. Az áldozat felnőttként polgári pert indított ellene, amit peren kívül rendeztek (a megállapodás részletei nem ismertek, sajtóértesülések szerint 500 ezer dollárban, azaz több mint 110 millió forintban egyeztek meg).
Azóta Párizsban és Svájcban él. Felesége Emmanuelle Seigner színésznő, akitől egy fia és egy lánya született. 2009. szeptember 27-én Svájcba utazott, hogy átvegye a Zürichi Filmfesztivál életműdíját. A svájci rendőrség a harmincegy éves amerikai elfogató parancs alapján letartóztatta, majd több millió dollár óvadékért cserébe 2009. december 4-én a Gstaad mellett található villájában házi őrizetbe helyezte. Kiadatási ügyében 2010. július 12-én keletkezett döntés, a rendezőt nem adták ki az Egyesült Államoknak és a svájci igazságügy miniszter bejelentése alapján „a szabadságát korlátozó intézkedéseket” azonnali hatállyal visszavonták. Polanski aznap elhagyta az országot. Az ügy nem évült el, mert egyszer bűnösnek vallotta magát; hogy azóta sem jelent meg a bíróságon, önmagában bűncselekmény. Közben az áldozat – aki azóta könyvet írt az esetről – kérvényezte a bíróságon, hogy zárják le az ügyet.
2019 novemberében a hatodik nő hozta nyilvánosságra, hogy Polanski megerőszakolta (és megverte): az egykori manöken, színész és fényképész Valentine Monnier. 1975-ben, svájci házában történt a bűncselekmény. A rendező tagadta a vádat. Ekkor mutatták be Tiszt és kém – A Dreyfus-ügy című filmjét, így az ügy megfelelő nyilvánosságot kaphatott. Nőjogi szervezetek felelősségre vonták a francia filmakadémiát a bemutató és a 12 kategóriában jelölés miatt; tüntetést szerveztek a bemutató idejére. Polanski nem vett részt a bemutatón.

## Filmográfia

### Filmkészítőként
| Év   | Magyar cím                   | Eredeti cím                                      | Feladatkör | Feladatkör | Feladatkör | Megjegyzés                                 |
| Év   | Magyar cím                   | Eredeti cím                                      | Rendező    | Író        | Producer   | Megjegyzés                                 |
| ---- | ---------------------------- | ------------------------------------------------ | ---------- | ---------- | ---------- | ------------------------------------------ |
| 1955 | Bicikli                      | Rower                                            | Igen       | Igen       | Nem        |                                            |
| 1957 | Szétverjük a mulatságot      | Rozbijemy zabawę                                 | Igen       | Igen       | Nem        | kisjátékfilm                               |
| 1957 | Gyilkosság                   | Morderstwo                                       | Igen       | Igen       | Nem        | kisjátékfilm                               |
| 1957 | Fogas mosoly                 | Uśmiech zębiczny                                 | Igen       | Igen       | Nem        | kisjátékfilm                               |
| 1958 | Két férfi szekrénnyel        | Dwaj ludzie z szafą                              | Igen       | Igen       | Nem        | kisjátékfilm                               |
| 1959 | Lámpa                        | Lampa                                            | Igen       | Igen       | Nem        | kisjátékfilm                               |
| 1959 | Amikor az angyalok hullnak   | Gdy spadają anioły                               | Igen       | Igen       | Nem        | kisjátékfilm                               |
| 1961 | A kövér és a sovány          | Le gros et le maigre                             | Igen       | Igen       | Igen       | kisjátékfilm                               |
| 1962 | Kés a vízben                 | Nóż w wodzie                                     | Igen       | Igen       | Nem        |                                            |
| 1962 | Emlősök                      | Ssaki                                            | Igen       | Igen       | Nem        | kisjátékfilm                               |
| 1964 | Gyémánt nyakék               | La riviere de diamants ou Amsterdam              | Igen       | Igen       | Nem        | A világ legnagyobb szélhámosságai epizódja |
| 1965 | Iszonyat                     | Repulsion                                        | Igen       | Igen       | Nem        |                                            |
| 1965 |                              | The Girl Opposite                                | Nem        | Igen       | Nem        | A Love Story televíziós sorozat epizódja   |
| 1966 | Zsákutca                     | Cul-de-sac                                       | Igen       | Igen       | Nem        |                                            |
| 1966 |                              | G.G. Passion                                     | Nem        | Nem        | Igen       | kisjátékfilm                               |
| 1967 | Vámpírok bálja               | The Fearless Vampire Killers                     | Igen       | Igen       | Nem        |                                            |
| 1968 | Rosemary gyermeke            | Rosemary's Baby                                  | Igen       | Igen       | Nem        |                                            |
| 1968 |                              | La fille d'en face                               | Nem        | Igen       | Nem        |                                            |
| 1970 | Egy nap a tengerparton       | A Day at the Beach                               | Nem        | Igen       | Igen       |                                            |
| 1971 | Macbeth                      | Macbeth                                          | Igen       | Igen       | Nem        |                                            |
| 1972 |                              | Weekend of a Champion                            | Igen       | Nem        | Igen       | dokumentumfilm                             |
| 1973 | Micsoda?                     | Che?                                             | Igen       | Igen       | Nem        |                                            |
| 1974 | Kínai negyed                 | Chinatown                                        | Igen       | Igen       | Nem        |                                            |
| 1976 | A lakó                       | Le locataire                                     | Igen       | Igen       | Nem        |                                            |
| 1979 | Egy tiszta nő                | Tess                                             | Igen       | Igen       | Nem        |                                            |
| 1986 | Kalózok                      | Pirates                                          | Igen       | Igen       | Nem        |                                            |
| 1988 | Őrület                       | Frantic                                          | Igen       | Igen       | Nem        |                                            |
| 1991 |                              | Vanity Fair commercial                           | Igen       | Nem        | Nem        | A The King of Ads dokumentumfilm epizódja  |
| 1992 | Keserű méz                   | Bitter Moon                                      | Igen       | Igen       | Igen       |                                            |
| 1994 | A halál és a lányka          | The Death and the Maiden                         | Igen       | Nem        | Nem        |                                            |
| 1996 |                              | Vasco Rossi: Gli Angeli                          | Igen       | Nem        | Nem        | videó kisjátékfilm                         |
| 1999 | A kilencedik kapu            | The Ninth Gate                                   | Igen       | Igen       | Igen       |                                            |
| 1999 |                              | Parisienne People by Roman Polanski              | Igen       | Nem        | Nem        | videó kisjátékfilm                         |
| 1999 |                              | Castelnuovo                                      | Nem        | Nem        | Igen       |                                            |
| 2002 | A zongorista                 | The Pianist                                      | Igen       | Nem        | Igen       |                                            |
| 2005 | Twist Olivér                 | Oliver Twist                                     | Igen       | Nem        | Igen       |                                            |
| 2007 |                              | Cinéma érotique                                  | Igen       | Nem        | Igen       | A Chacun son cinéma szkeccsfilm epizódja   |
| 2009 |                              | Greed, a New Fragrance by Francesco Vezzoli      | Igen       | Nem        | Nem        | videó kisjátékfilm                         |
| 2010 | Szellemíró                   | The Ghost Writer                                 | Igen       | Igen       | Igen       |                                            |
| 2011 | Az öldöklés istene           | Carnage                                          | Igen       | Igen       | Nem        |                                            |
| 2012 |                              | A Therapy                                        | Igen       | Igen       | Nem        | kisjátékfilm                               |
| 2013 | Vénusz bundában              | La Vénus à la fourrure                           | Igen       | Igen       | Nem        |                                            |
| 2013 |                              | Weekend of a Champion                            | Nem        | Nem        | Igen       | dokumentumfilm                             |
| 2016 |                              | The Understudy                                   | Nem        | Nem        | Igen       | kisjátékfilm                               |
| 2017 | Igaz történet alapján        | D'après une histoire vraie                       | Igen       | Igen       | Nem        |                                            |
| 2017 |                              | Captain Jokes Parrot's Disaster of the Caribbean | Nem        | Igen       | Nem        | tévéfilm (karakterek)                      |
| 2019 | Tiszt és kém – A Dreyfus-ügy | J’accuse                                         | Igen       | Igen       | Nem        |                                            |
| 2023 | Palace Hotel                 | The Palace                                       | Igen       | Igen       | Nem        |                                            |

### Színészként
| Év   | Magyar cím                   | Eredeti cím                  | Szerep                         | Magyar hang     | Megjegyzés                        |
| ---- | ---------------------------- | ---------------------------- | ------------------------------ | --------------- | --------------------------------- |
| 1953 | Három történet               | Trzy opowieści               | Genek                          | N/A             | kisjátékfilm                      |
| 1955 | A mi nemzedékünk             | Pokolenie                    | Mundek                         | Szigeti Géza    |                                   |
| 1955 | Három start                  | Rzy starty                   | Basia testvére                 | N/A             |                                   |
| 1955 | Elvarázsolt bicikli          | Zaczarowany rower            | Adas                           | N/A             |                                   |
| 1955 | Bicikli                      | Rower                        | Kerékpárt vásárolni akaró fiú  | N/A             | kisjátékfilm                      |
| 1955 |                              | Godzina bez slonca           | N/A                            | N/A             | kisjátékfilm                      |
| 1956 | Egy ember frakkban           | Nikodem Dyzma                | Fiú a szállodában              | N/A             |                                   |
| 1957 | Csatorna                     | Kanal                        | Egy kúszó felkelő              | N/A             |                                   |
| 1957 | Az éjszaka vége              | Koniec nocy                  | Kicsi                          | N/A             |                                   |
| 1957 | Hajóroncsok                  | Wraki                        | Romek                          | N/A             |                                   |
| 1957 | Gyilkosság                   | Morderstwo                   | N/A                            | N/A             | kisjátékfilm                      |
| 1958 | Két férfi szekrénnyel        | Dwaj ludzie z szafą          | Az öklöző fiú                  | N/A             | kisjátékfilm                      |
| 1958 | Mit szól majd a feleségem    | Co řekne žena                | Táncos                         | N/A             |                                   |
| 1958 |                              | Con bravura                  | Kolednik                       | N/A             | kisjátékfilm                      |
| 1959 | Lámpa                        | Lampa                        | Egy járókelő                   | N/A             | kisjátékfilm                      |
| 1959 |                              | Lotna                        | Zenész                         | N/A             |                                   |
| 1959 | Amikor az angyalok hullnak   | Gdy spadają anioły           | Öreg hölgy                     | N/A             | kisjátékfilm                      |
| 1960 | Kancsal szerencse            | Zezowate szczęście           | Jola oktatója                  | N/A             | [ 16 ]                            |
| 1960 | Viszontlátásra, holnapig     | D owidzenia do jutra         | Romek                          | N/A             |                                   |
| 1960 | Ártatlan varázslók           | Niewinni czarodzieje         | Dudzio                         | N/A             |                                   |
| 1960 | Vigyázat, jeti!              | Ostrożnie, yeti!             | Sofőr                          | N/A             |                                   |
| 1961 | A kövér és a sovány          | Le gros et le maigre         | A sovány                       | N/A             |                                   |
| 1961 | Sámson                       | Samson                       | N/A                            | N/A             |                                   |
| 1961 | Kés a vízben                 | Nóż w wodzie                 | Fiatalember                    | N/A             | Zygmunt Malanowicz szinkronhangja |
| 1965 | Iszonyat                     | Repulsion                    | Kanáljátékos                   | N/A             | [ 16 ]                            |
| 1967 | Vámpírok bálja               | The Fearless Vampire Killers | Alfred, Abronsius asszisztense | Fekete Zoltán   |                                   |
| 1969 | A csodatevő                  | The Magic Christian          | Magányos ivó                   | N/A             |                                   |
| 1972 | Micsoda?                     | Che?                         | Szúnyog                        | Végh Péter      | [ 16 ]                            |
| 1974 | Kínai negyed                 | Chinatown                    | Férfi késsel                   | Szombathy Gyula |                                   |
| 1974 | Vér Drakulának               | Blood for Dracula            | Férfi a kocsmában              | N/A             | [ 16 ]                            |
| 1976 | A lakó                       | Le locataire                 | Trelkovsky                     | Kőszegi Ákos    |                                   |
| 1982 |                              | Chassé-croisé                | N/A                            | N/A             |                                   |
| 1988 | Őrület                       | Frantic                      | Taxisofőr                      | N/A             |                                   |
| 1989 |                              | En attendant Godot           | Lucky                          | N/A             | tévéfilm                          |
| 1992 |                              | Back in the U.S.S.R.         | Kurilov                        | N/A             |                                   |
| 1994 | Segítség csaló!              | Grosse fatigue               | Roman Polanski                 | Fazekas István  |                                   |
| 1994 | Puszta formalitás            | Una pura formalità           | Felügyelő                      | Barbinek Péter  |                                   |
| 2000 |                              | Hommage à Alfred Lepetit     | Önmaga                         | N/A             | kisfilm                           |
| 2002 | A bosszú                     | Zemsta                       | Józef Papkin                   | N/A             |                                   |
| 2007 | Csúcsformában 3.             | Rush Hour 3                  | Revi nyomozó                   | N/A             |                                   |
| 2008 |                              | Caos calmo                   | Steiner                        | N/A             |                                   |
| 2019 | Tiszt és kém – A Dreyfus-ügy | J’accuse                     | Hallgató egy koncerten         | N/A             |                                   |